# 徹里府
徹里府（徹里軍民總管府），是元代雲南行省、明代雲南承宣布政使司下轄的一個府。徹里地方分為大徹里、小徹里。在今西雙版納一帶地方。
元於大徹里置徹里路，成宗元貞二年又於小徹里置徹里軍民總管府，洪武十五年三月為府，後改車里軍民宣慰使司。